# Ernesto Aguiar
Ernesto Aguiar Rodríguez (La Palma, 26 de febrero de 1961) es un técnico y político español, diputado en el Congreso durante la X y XII legislatura.

## Biografía
Nació el 26 de febrero de 1961 en San Andrés y Sauces, municipio de la isla canaria de La Palma.
Completó los estudios de Técnico Especialista en Dibujo lineal por el Instituto Politécnico Virgen de Candelaria de Tenerife y profesionalmente es empresario de la construcción. Está casado y tiene dos hijos.
Dentro del Partido Popular, donde ingresó en 1994, ha desempeñado distintos cargos de responsabilidad tanto pública como orgánica, desempeñando, entre otras, la Vicesecretaría de Formación del Partido Popular de La Palma desde 1995 hasta 1999, momento en el que fue elegido concejal en el ayuntamiento de Breña Baja entre 1996 y 1999 y se presentó como número dos en la candidatura del año 2011.
También fue consejero electo del Cabildo Insular de La Palma entre 1999 y 2003, donde asumió la Consejería de Medio Ambiente, y diputado del Parlamento de Canarias entre 2004 y 2007.
Ha sido delegado del Instituto Tecnológico de Canarias para las islas de La Palma, La Gomera y El Hierro.
Ha ejercido cargos políticos relativos al sector primario como el de director general de Desarrollo Rural del Gobierno de Canarias o el como portavoz de Agricultura del Grupo Parlamentario Popular (2015-2016). 
En las elecciones del 26J del 2016, vuelve a formar parte de la candidatura al Congreso de los Diputados por la circunscripción electoral de Santa Cruz de Tenerife como ya lo hiciera en el año 2011 donde salió elegido diputado, puesto que desempeñó hasta junio de 2015 llegando a ser portavoz de la Comisión de Vivienda.
Actualmente, como diputado Nacional, es miembro de la comisión de Agricultura y portavoz adjunto de Medio Ambiente.